# Vosgos (departamento)
Vosgos (em francês:  Vosges; em alemão:  Vogesen) é um departamento da França localizado na região do Grande Leste. Sua capital é a cidade de Épinal. O nome do departamento vem da cordilheira dos Vosgos, onde se situa. Na lista dos departamentos franceses tem o número 88. 
Uma das aldeias de maior interesse nos Vosgos é Domrémy, local onde nasceu Joana D'arc.